# NGC 1511
NGC 1511 је спирална галаксија у сазвежђу Хидрус која се налази на NGC листи објеката дубоког неба.
Деклинација објекта је - 67° 38' 5" а ректасцензија 3h 59m 36,8s. Привидна величина (магнитуда) објекта NGC 1511 износи 11,0 а фотографска магнитуда 11,9. Налази се на удаљености од 16,303 милиона парсека од Сунца. NGC 1511 је још познат и под ознакама ESO 55-4, AM 0359-674, IRAS 03594-6746, PGC 14236.